# Popowia beddomeana
Popowia beddomeana là một loài thực vật thuộc họ Annonaceae. Nó là loài đặc hữu của Ấn Độ.